# Nejc Dežman
Nejc Dežman, slovenski smučarski skakalec, * 7. december 1992, Kranj.
Dežman je član kluba SK Triglav Kranj.

## Športna kariera

### Kontinentalni pokal
V kontinentalnem pokalu je začel nastopati konec leta 2011. Najprej je decembra 2011 v Engelbergu zasedel šesto in deveto mesto. Nato je januarja 2012 v Bischofshofenu bil četrti in osmi. S temi uvrstitvami si je priskakal prve nastope v svetovnem pokalu. 
7. julija 2013 je zmagal na poletni tekmi kontinentalnega pokala v Kranju. Nato je dvakrat, 16. in 17. decembra 2014 dosegel zmagi na tekmi v Saporu.

### Mladinski svetovni prvak
Leta 2012 je postal prvi Slovenec, ki mu je uspelo osvojiti naslov mladinskega svetovnega prvaka. To je bilo na prvenstvu v Erzurumu v Turčiji. Slavil pa je pred še enim Slovencem, Jaka Hvala je bil namreč drugi.

### Svetovni pokal
V svetovnem pokalu je prvič nastopil 15. januarja 2012 na letalnici Kulm v Avstriji. Prvič se mu je uspelo uvrstiti med dobitnike točk 4. marca 2012 v Lahtiju z 29. mestom, najboljšo uvrstitev sezone je dosegel 11. marca 2012, ko je bil 17. v Oslu. 
Najboljšo uvrstitev kariere je dosegel v sicer okrnjeni konkurenci na tekmah svetovnega pokala v Saporu 25. in 26. januarja 2014, ko je bil sedmi in deveti.
31. januarja 2015 je bil med drugimi Slovenci zmagovalec na ekipni tekmi v Willingenu.